# Little Red Rooster
«Little Red Rooster» —en español: «Pequeño gallo rojo»— es una canción de blues escrita por Willie Dixon y popularizada por Howlin' Wolf en su sencillo «The Red Rooster»/«Shake For Me» del año 1962. Esta canción también aparece en su segundo álbum, llamado Howlin' Wolf. El Salón de la fama del Rock la incluye en su lista de las 500 canciones que formaron el rock and roll.

## Versión de The Rolling Stones

### Contexto
Los artistas del estudio Chicago Chess, incluyendo Howlin 'Wolf y Muddy Waters, influyeron directamente en The Rolling Stones. La banda tomó su nombre de una canción de Muddy Waters e incluyeron canciones de blues en su repertorio desde sus inicios.
En 1962, antes de que se registraran como grupo Mick Jagger, Brian Jones, y Keith Richards, asistieron al primer American Folk Blues Festival, en el que participó Howlin' Wolf. Willie Dixon, otro participante del Festival, recordó más tarde "Cuando los Stones llegaron a los estudios Chess, ya me habían conocido y tocaban mis canciones, especialmente «Little Red Rooster»".
Cuando Dixon y Howlin 'Wolf se encontraban en Londres, conocieron a varios músicos de rock locales. El mánager de los primeros años de los Stones, Giorgio Gomelsky, describió este encuentro: "Allí estaban Howlin 'Wolf, Sonny Boy Williamson II y Willie Dixon, los tres sentados en este sofá... Willie sólo cantaba y tocaba en el respaldo de la silla y Sonny Boy tocaba la armónica y harían canciones nuevas. Hasta cierto punto, es por eso que la gente conoce esas canciones y las graba más tarde. Recuerdo «300 Pounds of Joy», «Little Red Rooster», «You Shook Me» fueron todas las canciones que Willie pasó en ese momento... Jimmy Page venía a menudo con The Yardbirds y Brian Jones".
Dixon añadió: "Dejé muchas cintas cuando estuve allí en Londres... les dije que cualquiera que quisiera podía hacer un blues, así es como los Stones y los Yardbirds consiguieron sus canciones". El biógrafo de The Rolling Stones, Sean Egan, comentó: "En muchos sentidos, es una grabación de Brian Jones, él fue siempre el mayor purista de blues de la banda".
A pesar de que ya habían grabado varias canciones de Chess, de acuerdo con Bill Wyman: «Little Red Rooster» era una canción de blues lenta e intensa ... el productor Andrew Loog Oldham sostuvo que era totalmente no comercial y equivocada para nuestra nueva fama... el tempo hacía que la pista fuera virtualmente indescifrable.
Mick Jagger comentó "La razón por la que grabamos «Little Red Rooster» no fue porque quisiéramos llevar el blues a las masas. Habíamos estado yendo y viniendo sobre el blues, por lo que pensamos que era hora de dejar de hablar y hacer algo al respecto. Nos gustó esa canción en particular, así que la publicamos... La siguiente grabación será completamente diferente, al igual que lo han sido las demás".

### Composición y grabación
Aunque Wyman notó algunas críticas tempranas de su versión , Janovitz lo describió como "una versión bastante fiel [al original]". La versión se realizó como un blues moderadamente lento (74 bpm) en Sol mayor. Aunque el crítico de AllMusic, Matthew Greenwald, describe su arreglo como si tuviera una progresión de blues de doce compases consecutivos, a veces varían los cambios, pero no de la misma manera que Howlin 'Wolf. Jagger usa la letra del original (omitiendo el verso adicional de Cooke), pero hace un cambio importante -en lugar de "tengo un pequeño gallo rojo", canta "Yo soy el pequeño gallo rojo", aunque el verso posterior vuelve a "si ves a mi gallo rojo ".
Instrumentalmente, Bill Wyman generalmente sigue las líneas de bajo de Dixon. Charlie Watts más tarde admitió que para su parte de batería se inspiró en la versión de Sam Cooke, que fue interpretado por Hal Blaine. Keith Richards agregó una parte a la guitarra rítmica. Según Egan, "la yuxtaposición entre la guitarra acústica y la eléctrica hacen algo más rico y más caliente que cualquier blues que hubieran intentado antes".
Sin embargo, son las contribuciones de Jones las destacadas. Egan escribe "Es su forma de tocar lo que hace que la grabación vaya a través del cuello de una botella logrando su característica más prominente la armónica final". El biógrafo Stephen Davis añade: "Fue su obra maestra, su guitarra inspirada en aullidos de sabueso, ladrando como un perro, cantando como un gallo".
Se conocen dos fechas y lugares de grabación diferentes. Wyman recordó que la canción fue grabada el 2 de septiembre de 1964 en el Regent Sound en Londres, mientras que la información en la caja de Singles Collection: The London Years figura "noviembre de 1964, Chess Studios, Chicago". El biógrafo Massimo Bonanno comentó: "Los chicos entraron en los estudios Regent Sound el 2 de septiembre [1964] para reanudar el trabajo de ... «Little Red Rooster» ... [y más tarde el 8 de noviembre de 1964, en Chess] algunas fuentes no verificadas [Indican que] los chicos también pusieron los toques finales a su próximo sencillo británico «Little Red Rooster». De acuerdo con Davis, Jones fue dejando para grabar más tarde overdubs después de que la pista se grabó sin él.

### Listas y lanzamiento
«Little Red Rooster» fue lanzado el viernes 13 de noviembre de 1964, alcanzando el puesto número 1 en el UK Singles Chart el 5 de diciembre de 1964, donde permaneció durante una semana. Sigue siendo hasta la actualidad la única vez que una canción de blues ha encabezado las listas de pop británicas. Según el escritor Matthew Greenwald de AllMusic, «Little Red Rooster» era el sencillo favorito de Brian Jones. Fue el último cover de la banda que fue lanzado como sencillo durante la década de 1960.
Entre 1964 y 1965, los Stones interpretaron la canción varias veces en la televisión, incluyendo los programas británicos Ready Steady Go! (20 de noviembre de 1964) Thank Your Lucky Stars (5 de diciembre de 1964); y el norteamericano The Ed Sullivan Show (2 de mayo de 1965), Shindig! (20 de mayo de 1965), y Shivaree (mayo de 1965).
En Shindig!, Jagger y Jones presentaron a Howlin 'Wolf como el primero en grabar «Little Red Rooster» y como una de sus primeras influencias. Aunque a menudo se ha dicho de que los Stones sólo accederían a aparecer si Howlin 'Wolf (o Muddy Waters) también tocaban. Keith Richards más tarde explicó que el productor del programa, Jack Good, se basó en la idea de presentar a los músicos de blues originales en el horario central de la televisión. Durante los conciertos del grupo en 1965, Charlie Watts, que normalmente no interactuaba con el público, era llevado al frente del escenario para presentar «Little Red Rooster» desde el micrófono de Jagger. Wyman recordó las respuestas particularmente entusiastas a la canción en Sídney (en el Agricultural Hall en enero de 1965), París (Olympia en abril de 1965) y Long Beach, California (Auditorio de Long Beach el 16 de mayo de 1965).
La pista está incluido en su tercer álbum norteamericano, The Rolling Stones, Now!, lanzado en febrero de 1965. También aparece en varios álbumes recopilatorios, incluyendo la versión británica de Big Hits (High Tide and Green Grass), Singles Collection: The London Years, Rolled Gold: The Very Best of the Rolling Stones, y GRRR!. Las versiones en vivo aparecen en Love You Live y Flashpoint (con Eric Clapton, quien contribuyó a la versión de Howlin 'Wolf en 1971, en la guitarra slide).

### Controversia en los EUA
Bill Wyman más tarde escribió en su libro Stone Alone que "el 18 de diciembre de 1964, la noticia que vino de Norteamérica decía que el lanzamiento de «Little Red Rooster» fue prohibido debido a sus "connotaciones sexuales".
Esto se ha repetido para incluir que fue prohibida por las estaciones de radio estadounidenses; Sin embargo la versión de Sam Cooke, que cuenta casi con las mismas letras, alcanzó el Top 40 un año antes. Además, la canción fue incluida en la lista de reproducción de la estación de radio KRLA de Los Ángeles del 9 de diciembre de 1964 al 5 de febrero de 1965. 
La canción «Mona (I Need You Baby)» del primer álbum británico de los Stones también fue transmitida y considerada para ser el siguiente sencillo, pero con «Time Is on My Side», «Heart of Stone» y «The Last Time» en las listas estadounidenses durante este mismo período, ni «Little Red Rooster» o «Mona» fueron lanzados como sencillos. Sin embargo, fueron incluidos en The Rolling Stones, Now! (Por el contrario, «Little Red Rooster» y «The Last Time» fueron lanzados como sencillos en el Reino Unido durante este período). A pesar de que apareció en la parte superior de las listas británicas durante una semana, Jagger más tarde comentó: "Todavía sigo empujando a «Little Red Rooster», pero no vende". Egan cree que las ventas reales del disco pueden haber quedado cortas en relación con los sencillos anteriores de Stones.

### Personal
Acreditados:
- Mick Jagger: voz
- Brian Jones: guitarra eléctrica slide, armónica
- Keith Richards: guitarra acústica
- Charlie Watts: batería
- Bill Wyman: bajo

### Posicionamiento en las listas
| Listas (1964–1965)                 | Mejor posición |
| ---------------------------------- | -------------- |
| Bélgica (Flandes) (Ultratop 50)    | 20             |
| Alemania (Media Control AG)        | 14             |
| Irlanda (IRMA)                     | 4              |
| Países Bajos (Mega Single Top 100) | 4              |
| Noruega (VG-lista)                 | 6              |
| Reino Unido (UK Singles Chart)     | 1              |

## Versiones de otros artistas
Varios artistas han hecho su propia versión de esta canción, incluyendo a Canned Heat, The Persuasions, Sam Cooke, The Yardbirds, Grateful Dead, The Doors, Pappo y Andrés Ciro Martínez con Los Piojos en una versión zapada y posteriormente con su banda solista Los Persas en el disco "Naranja Persa I". Tom Petty and Heartbreakers Live USA 2003